# Rhinolophus namuli
Rhinolophus namuli — вид рукокрилих ссавців з родини підковикових (Rhinolophidae).

## Етимологія
Видовий епітет вказує на типову місцевість гору Намулі, провінція Замбезія, Мозамбік (≈ 10 км на північний захід від Гурве).

## Середовище проживання
Вид зареєстровано у гірському вічнозеленому лісі та на прилеглих лісових галявинах на високому плато та під вершиною гори на висотах від 1220 до 1650 метрів.

## Морфологічний опис
Це підковик середнього розміру (довжина передпліччя 47.2–49.5 мм) з вухами середнього розміру та трьома чітко окресленими ямками на нижній губі. Філогенетично цей вид відноситься до групи capensis.
Спинний волосяний покрив рівномірно бежево-коричневий, дещо темніший до голови, з обох сторін морди майже іржавий. Черевна шерсть блідіша. Довжина волосся прибл. 7 мм, темна основа світлішає до кінчиків, створюючи легкий мерехтливий ефект. Під час вилову як самці, так і самки живих тварин демонстрували мускусний і дещо неприємний запах.
Поклики, записані від семи осіб, мали середню пікову частоту 76.9 кГц і діапазон 75.9–78.0 кГц.